# Tridrepana fulvata
Tridrepana fulvata är en fjärilsart som beskrevs av Pieter Cornelius Tobias Snellen 1876. Tridrepana fulvata ingår i släktet Tridrepana och familjen sikelvingar. Inga underarter finns listade i Catalogue of Life.